# فساد اداری
فساد اداری به اقداماتی گفته می‌شود که ناشی از به کارگیری قدرت و توان سازمانهای دولتی یا وابسته به دولت برای کسب منافع مالی فردی یا گروهی است. نتایج فساد اداری به‌طور طبیعی مخالف مصالح و منافع آحاد مردم است. فساد اداری عموماً در اشکال رشوه، خویشاوندگماری، پارتی بازی و تعارض منافع روی می‌دهد. در دهه اخیر، بسیاری از ممالک جهان سیاست‌ها و روش‌های مؤثری  برای مبارزه با فساد اداری اتخاذ نموده‌اند. 